# Extrema
Pour l’article homonyme, voir Extremum.
Extrema est une municipalité brésilienne de l'État du Minas Gerais et la microrégion de Pouso Alegre.